# Hadena chalceata
Hadena chalceata är en fjärilsart som beskrevs av Leo Schwingenschuss 1938. Hadena chalceata ingår i släktet Hadena och familjen nattflyn. Inga underarter finns listade i Catalogue of Life.